# 唐裔
唐裔（1533年—？），字世卿，直隸常州府無錫縣人，民籍，明朝政治人物。

## 生平
嘉靖四十三年（1564年）甲子科應天府鄉試第八十八名舉人。隆慶二年（1568年）中式戊辰科會試第二百五十六名，三甲第三十名進士。初授浙江秀水县知县，萬曆二年（1574年）任安福县知县，三年七月选授試監察御史，四年八月實授南京湖广道监察御史。八年出任福建汀州府知府。

## 家族
曾祖唐全；祖父唐順；父唐岳，母袁氏。慈侍下。弟唐祯（贡士）、唐裕。